# Diecezja Huejutla
Diecezja Huejutla (łac. Dioecesis Hueiutlensis) – diecezja Kościoła rzymskokatolickiego w Meksyku, sufragania archidiecezji Tulancingo.

## Historia
24 listopada 1922 papież Pius XI konstytucją apostolską Inter negotia erygował diecezję Huejutla. Dotychczas wierni z tych terenów należeli do archidiecezji Tulancingo.
Z terenów diecezji w kolejnych latach utworzono diecezje: Ciudad Valles (1960), Tuxpan (1962).

## Ordynariusze
- José de Jesús Manríquez y Zárate (1922–1939)
- Manuel Jerónimo Yerena y Camarena (1940–1963)
- Bartolomé Carrasco Briseño (1963–1967)
- Sefafín Vásquez Elizalde (1968–1977)
- Juan de Dios Caballero Reyes (1978–1993)
- Salvador Martínez Pérez (1994–2009)
- Salvador Rangel Mendoza OFM (2009–2015)
- José Hiraís Acosta Beltrán (od 2016)